# Кечово
Кечово (слч. Kečovo) насељено је мјесто са административним статусом сеоске општине (слч. obec) у округу Рожњава, у Кошичком крају, Словачка Република.

## Становништво
| Година:    | 1994. | 2004.    | 2014.   | 2024.    |
| ---------- | ----- | -------- | ------- | -------- |
| Број људи: | 467   | 397      | 371     | 306      |
| Разлика:   |       | -14,98 % | -6,54 % | -17,52 % |

| Година:    | 2023. | 2024. |
| ---------- | ----- | ----- |
| Број људи: | 306   | 306   |
| Разлика:   |       | +0 %  |

Према подацима о броју становника из 2011. године насеље је имало 374 становника.